# Coupe de Belgique féminine de football 2004-2005
Navigation
Édition précédente Édition suivante
La Coupe de Belgique de football féminin 2004-2005 est la 29e édition de la Coupe de Belgique. La finale se joue le 28 mai 2005 au Stade Roi-Baudouin à Bruxelles. Elle oppose le RSC Anderlecht (12e finale) au DVC Zuid-West Vlaanderen (2e finale).
Le RSC Anderlecht l'emporte et enlève sa 9e Coupe. Cela n'était plus arrivé depuis 1999.

## Calendrier de la compétition
| Tour | Nom                 | Dates retenues           |
| ---- | ------------------- | ------------------------ |
| 1    | 1er tour            | 31 juillet 2004          |
| 2    | 2e tour             | 7 août 2004              |
| 3    | Seizièmes de finale | 14 août 2004             |
| 4    | Huitièmes de finale | 9 avril 2005             |
| 5    | Quarts de finale    | 7 mai 2005               |
| 6    | Demi-finales        | 14 mai 2005, 18 mai 2005 |
| 7    | Finale              | 28 mai 2005              |

## 1ertour
Le 1er tour se joue le samedi 31 juillet 2004. Les matchs se jouent en une manche. Se qualifient pour le 2e tour: SK Bellem, KVE Drongen, DV Famkes Merkem, DV Lot, RCS Ways-Genappe, FCF White Star Woluwé, KOVC Sterrebeek, Football Club Excelsior Kaart, DV Borgloon, Ladies Willebroek, Helchteren VV, Tenneville Sports, Olympic Charleroi

## 2etour
Le 2e tour se joue le samedi 7 août 2004. Les matchs se jouent en une manche. Se qualifient pour les 16èmes de finale : RUS Beloeil, KSK Cercle Melle, Cerkelladies Bruges, SK Bellem, Dames VK Egem, KSV Jabbeke, KVE Drongen, RAS Nimy-Maisières, DVC Land van Grimbergen, VK Berchem Dames, FCF White Star Woluwé, DV Borgloon, K Vlimmeren Sport, Helchteren VV, Astrio Begijnendijk, Patro Maasmechelen, Tenneville Sports, ESF Gerpinnes

## Seizièmes de finale
Les seizièmes de finale se jouent le samedi 14 août 2004. Les matchs se jouent en une manche. 
| Équipe 1                | Score  | Équipe 2                 |
| K Vlimmeren Sport       | 1 - 2  | Eva's Kumtich            |
| DV Borgloon             | 2 - 1  | SK Bellem                |
| KVE Drongen             | 0 - 5  | Dames VK Egem            |
| SKOG Ostende            | 3 - 1  | RUS Beloeil              |
| Patro Maasmechelen      | 0 - 4  | VC Dames Eendracht Alost |
| VK Berchem Dames        | 2 - 0  | Miecroob Veltem          |
| KSV Jabbeke             | 0 - 2  | Sinaai Girls             |
| KFC Rapide Wezemaal     | 6 - 1  | FCF White Star Woluwé    |
| SK Lebeke-Alost         | 4 - 1  | Tenneville Sports        |
| Cerkelladies Bruges     | 0 - 2  | Hewian Girls Lanaken     |
| Astrio Begijnendijk     | 1 - 5  | DVC Zuid-West Vlaanderen |
| Helchteren VV           | 0 - 5  | Dames Zultse VV          |
| KFC Lentezon Beerse     | 1 - 0  | KSK Cercle Melle         |
| ESF Gerpinnes           | 1 - 13 | Standard Fémina de Liège |
| DVC Land van Grimbergen | 0 - 4  | Oud-Heverlee Louvain     |
| RSC Anderlecht          | 5 - 0  | RAS Nimy-Maisières       |

## Huitièmes de finale
Les huitièmes de finale se jouent le samedi 9 avril 2005. Les matchs se jouent en une manche.
| Équipe 1                 | Score         | Équipe 2                 |
| VK Berchem Dames         | 1 - 4         | Sinaai Girls             |
| VC Dames Eendracht Alost | 4 - 0         | SKOG Ostende             |
| Dames Zultse VV          | 4 - 1         | Hewian Girls Lanaken     |
| KFC Rapide Wezemaal      | 0 - 1         | Eva's Kumtich            |
| Dames VK Egem            | 0 - 0 2-4 tab | Oud-Heverlee Louvain     |
| RSC Anderlecht           | 2 - 1         | Standard Fémina de Liège |
| KFC Lentezon Beerse      | 4 - 1         | SK Lebeke-Alost          |
| DVC Zuid-West Vlaanderen | 3 - 1         | DV Borgloon              |

## Quarts de finale
Les quarts de finale se jouent le samedi 7 mai 2005. Les matchs se jouent en une manche
| Équipe 1                 | Score | Équipe 2                 |
| DVC Zuid-West Vlaanderen | 3 - 2 | VC Dames Eendracht Alost |
| KFC Lentezon Beerse      | 0 - 8 | Oud-Heverlee Louvain     |
| RSC Anderlecht           | 7 - 0 | Dames Zultse VV          |
| Eva's Kumtich            | 4 - 2 | Sinaai Girls             |

## Demi-finales
À ce niveau, les matchs se jouent en aller-retour. Les demi-finales se jouent le samedi 14 mai 2005 pour les matchs aller, le mercredi 18 mai 2005 pour les matchs retour.
| Équipe 1             | Score | Équipe 2                 | Aller | Retour |
| Eva's Kumtich        | 2 - 6 | RSC Anderlecht           | 2 - 3 | 0 - 3  |
| Oud-Heverlee Louvain | 3 - 6 | DVC Zuid-West Vlaanderen | 1 - 3 | 2 - 3  |

## Finale
| Équipes            | RSC Anderlecht-DVC Zuid-West Vlaanderen                             |
| Score              | 3 - 0                                                               |
| Date               | Samedi 28 mai 2005                                                  |
| Stade              | Stade Roi-Baudouin, Bruxelles                                       |
| Arbitre            |                                                                     |
| Assistants-arbitre |                                                                     |
|                    |                                                                     |
|                    |                                                                     |
| Buts               | 48' et 57' Cynthia Browaeys 1-0 et 2-0, 72' Gertie Van Humbeeck 3-0 |
| Cartes jaunes      |                                                                     |